# Luzonoparmena
Luzonoparmena is een kevergeslacht uit de familie van de boktorren (Cerambycidae). De wetenschappelijke naam van het geslacht werd voor het eerst geldig gepubliceerd in 1979 door Satô M. & Ohbayashi N..

## Soorten
Luzonoparmena is monotypisch en omvat slechts de volgende soort:
- Luzonoparmena habei M. Satô & N. Ohbayashi, 1979